# Frank Williams (Formel 1)
Francis Owen Garbatt "Frank" Williams, CBE, född 16 april 1942 i South Shields, Tyne and Wear, död 28 november 2021 i Surrey, var en brittisk företagsledare, och grundare av Formel 1-stallet WilliamsF1.

## Utmärkelser
- Segrave Trophy,  1992[2]
- BBC Sports Personality of the Year Helen Rollason Award
- Wheatcroft Trophy
- Riddare av Hederslegionen
- Kommendör av 2 klass av Brittiska imperieorden

[Redigera Wikidata]